# Igor Dmitrijewitsch Rostorozki
Igor Rostorozki, auch: Rostorotsky, (russisch Игорь Дмитриевич Ростороцкий; * 4. Februar 1962 in Anapa, Region Krasnodar) ist ein ehemaliger sowjetischer Ringer.

## Karriere
Igor Rostorozki begann als 13-jähriger Schüler in Karaganda mit dem Ringen. Nach ersten Erfolgen schloss er sich dem dortigen Spitzenklub Dynamo Karaganda an. Er rang ausschließlich im griechisch-römischen Stil und wuchs zu einem Superschwergewichtler von 1,95 m Größe und knapp 130 kg Körpergewicht heran. 1981 wurde er in die sowjetische Ringer-Nationalmannschaft unter Nationaltrainer Gennadi Sapunow berufen.
Igor Rostorozki wurde 1981 U 23-Weltmeister im Superschwergewicht und gewann im darauffolgenden Jahr bei den U 23-Europameisterschaften in Leipzig ebenfalls die Goldmedaille. Damals zählte der Schwede Tomas Johansson zu seinen Hauptkonkurrenten, auf den Rostorozki in seiner Laufbahn noch öfters treffen sollte.
Seinen ersten Einsatz bei einer internationalen Meisterschaft der Senioren hatte Rostorozki im Jahr 1984, als er in Jönköping bei den Europameisterschaften startete. In der Gewichtsklasse der Superschweren unterlag er dabei dem Altmeister Alexandar Tomow aus Bulgarien, welcher in den siebziger Jahren insgesamt fünfmal Weltmeister wurde. Somit blieb Rostorozki lediglich der Kampf um die Bronzemedaille, den er gegen Refik Memišević aus Jugoslawien problemlos gewann. Ein Start bei den Olympischen Spielen des gleichen Jahres in Los Angeles wurde ihm durch den Olympiaboykott seines Landes verbaut.
Im Jahr 1985 startete Rostorozki wiederum bei den Europameisterschaften in Leipzig und gewann dabei in überlegener Manier seinen ersten internationalen Titel. Ähnlich souverän sicherte er sich im Herbst des gleichen Jahres im norwegischen Kolbotn erstmals auch den Weltmeistertitel. Dabei besiegte er im Finale den Rumänen Ioan Grigoraș.
Ein Jahr später musste sich Rostorozki trotz seiner Erfolge hinter Landsmann Wladimir Grigorjew mit der Rolle des Ersatzstarters begnügen. Bei einem seiner wenigen internationalen Einsätze in diesem Jahr gelang ihm im November im US-amerikanischen Oak Lawns zumindest ein Sieg bei einem Weltcup-Turnier.
1987 konnte sich Rostorozki wieder bei den nationalen Ausscheidungen durchsetzen und wiederholte letztendlich seinen Erfolg von vor zwei Jahren mit dem erneuten Gewinn des Europameister- und Weltmeistertitels. Sowohl bei der EM in Tampere, bei der Rostorozki in einem Vorrundenkampf u. a. auch den Deutschen Meister Hans-Günter Klein besiegte, als auch im WM-Finale in Clermont-Ferrand hieß sein Finalgegner jeweils Tomas Johansson aus Schweden.
Als amtierender Weltmeister stand Igor Rostorozki mit 26 Jahren auf dem Höhepunkt seiner Karriere. Vermutlich hätte er noch weitere große Erfolge gefeiert, wenn nicht ab Mitte der achtziger Jahre im damals amtierenden Juniorenweltmeister Alexander Karelin aus dem eigenen Lager eine noch nie dagewesene Konkurrenz erwachsen wäre. Nachdem er in den Jahren zuvor den jungen Mann aus Krasnojarsk im direkten Vergleich noch in seine Schranken hatte weisen konnte, musste Rostorozki bei den sowjetischen Meisterschaften 1988 seinem sechs Jahre jüngeren Widersacher endgültig Platz machen, als er im Kampf um die Olympiaqualifikation für Seoul vorzeitig unterlag. Dieser Sieg Karelins war der Anfang einer beispiellosen Ära, die bis zum Jahre 2000 andauern sollte und ihn mit drei Olympiasiegen sowie 9 WM-Titeln zur alles beherrschenden Figur im Ringersport machen sollte. Für Igor Rostorozki hingegen bedeutete diese Niederlage das Ende seiner internationalen Karriere. Lediglich im November 1988 startete er noch einmal bei einem Weltcup-Turnier in Athen, welches er gewann.

## Sonstiges
Nach Beendigung seiner Ringerlaufbahn schloss Igor Rostorozki sein Jurastudium ab und ist seitdem als Rechtsanwalt tätig.

## Wettkampfbilanz (Übersicht)
| Jahr | Turnier                   | Ort              | Platz | Stilart            | Gewichtsklasse     |
| ---- | ------------------------- | ---------------- | ----- | ------------------ | ------------------ |
| 1981 | U20-Weltmeisterschaften   |                  | 1     | griechisch-römisch | Superschwergewicht |
| 1982 | U20-Europameisterschaften | Leipzig          | 1     | griechisch-römisch | Superschwergewicht |
| 1984 | Europameisterschaften     | Jönköping        | 3     | griechisch-römisch | Superschwergewicht |
| 1985 | FILA Grand Prix           | Västerås         | 1     | griechisch-römisch | Superschwergewicht |
| 1985 | Europameisterschaften     | Leipzig          | 1     | griechisch-römisch | Superschwergewicht |
| 1985 | Weltmeisterschaften       | Kolbotn          | 1     | griechisch-römisch | Superschwergewicht |
| 1986 | Weltcup                   | Oak Lawns        | 1     | griechisch-römisch | Superschwergewicht |
| 1987 | Europameisterschaften     | Tampere          | 1     | griechisch-römisch | Superschwergewicht |
| 1987 | Weltmeisterschaften       | Clermont-Ferrand | 1     | griechisch-römisch | Superschwergewicht |
| 1987 | FILA Grand Prix           | Budapest         | 1     | griechisch-römisch | Superschwergewicht |
| 1988 | Weltcup                   | Athen            | 1     | griechisch-römisch | Superschwergewicht |

## Internationale Erfolge
(WM = Weltmeisterschaft, EM = Europameisterschaft, GR = griechisch-römischer Stil, SS = Superschwergewicht, bis 130 kg Körpergewicht)
- 1981, 1. Platz, Junioren-WM (Espoirs), GR, SS, vor Staiko Stoikow, Bulgarien und Tomas Johansson, Schweden;
- 1982, 1. Platz, Junioren-EM (Espoirs) in Leipzig, GR, SS, vor László Köfalvi, Ungarn und Johansson;
- 1984, 3. Platz, EM in Jönköping, GR, SS, mit Siegen über József Nagy, Ungarn, Victor Dolipschi, Rumänien und Refik Memišević, Jugoslawien und einer Niederlage gegen Alexandar Tomow, Bulgarien;
- 1985, 1. Platz, Großer Preis von Schweden in Västerås, GR, SS, vor Slowonetz Zroback, Polen und Valentin Petrow, Bulgarien;
- 1985, 1. Platz, EM in Leipzig, Gr, SS, mit Siegen über Bojko, Tschechoslowakei, Hansson, Schweden, Jörg Kotte, DDR, László Tóth, Ungarn, Ioan Grigoraș, Rumänien und Rangel Gerowski, Bulgarien;
- 1985, 1. Platz, WM in Kolbotn/Norwegen, GR, SS, vor Ioan Grigoraș, Gerowski, Refik Memišević, Tóth und Dennis Koslowski, USA;
- 1986, 1. Platz, Weltcup-Turnier in Oak Lawns/USA, GR, SS, vor László Klauz, Ungarn und Duane Koslowski, USA;
- 1987, 1. Platz, EM in Tampere, GR, SS, vor Tomas Johansson, Gerowski, Ioan Grigoraș, Fabio Valguamera, Italien und László Klauz
- 1987, 1. Platz, WM in Clermont-Ferrand, GR, SS, vor Tomas Johansson, Gerowski, Grigoraș, Duane Koslowski, Alexander Neumüller, Österreich und Fritz Gerdsmeier, BRD;
- 1987, 1. Platz, FILA-Grand-Prix-Gala in Budapest, GR, SS, vor Ioan Grigoraș, Gerowski und Johansson;
- 1988, 1. Platz, Weltcup-Turnier in Athen, GR, SS, vor Craig Pittman USA und Juan Poulot, Kuba